# Dyskografia Jaya-Z
Dyskografia amerykańskiego rapera Jaya-Z. Artysta sprzedał ponad 27 milionów albumów w Stanach Zjednoczonych oraz ponad 40 milionów płyt na całym świecie.
W 2009 roku, po wydaniu The Blueprint 3, Jay-Z pobił rekord Elvisa Presleya i stał się artystą z największą liczbą albumów, które zadebiutowały na 1. miejscu listy Billboard 200 w historii.

## Albumy

### Albumy studyjne
| Rok  | Album                                                                                             | Najwyższa pozycja | Najwyższa pozycja | Najwyższa pozycja | Najwyższa pozycja | Najwyższa pozycja | Najwyższa pozycja | Najwyższa pozycja | Najwyższa pozycja | Najwyższa pozycja | Najwyższa pozycja | Najwyższa pozycja | Certyfikaty                                   | Sprzedaż      |
| Rok  | Album                                                                                             | Polska            | Stany Zjednoczone | R&B               | Kanada            | Wielka Brytania   | Norwegia          | Holandia          | Francja           | Australia         | Szwajcaria        | Szwecja           | Certyfikaty                                   | Sprzedaż      |
| ---- | ------------------------------------------------------------------------------------------------- | ----------------- | ----------------- | ----------------- | ----------------- | ----------------- | ----------------- | ----------------- | ----------------- | ----------------- | ----------------- | ----------------- | --------------------------------------------- | ------------- |
| 1996 | Reasonable Doubt - Wydany: 25 czerwca 1996 - Wytwórnia: Roc-A-Fella/Priority                      | –                 | 23                | 3                 | –                 | –                 | –                 | –                 | –                 | –                 | –                 | –                 | - Platyna                                     | - 2,250,000+  |
| 1997 | In My Lifetime, Vol. 1 - Wydany: 4 listopada 1997 - Wytwórnia: Roc-A-Fella/Def Jam                | –                 | 3                 | 2                 | –                 | –                 | –                 | –                 | –                 | –                 | –                 | –                 | - Platyna                                     | - 2,500,000+  |
| 1998 | Vol. 2... Hard Knock Life - Wydany: 29 września 1998 - Wytwórnia: Roc-A-Fella/Def Jam             | –                 | 1                 | 1                 | 13                | –                 | –                 | –                 | –                 | –                 | –                 | –                 | - 5× Platyna - Platyna                        | - 10,500,000+ |
| 1999 | Vol. 3... Life and Times of S. Carter - Wydany: 28 grudnia 1999 - Wytwórnia: Roc-A-Fella/Def Jam  | –                 | 1                 | 1                 | 8                 | –                 | –                 | –                 | –                 | –                 | –                 | –                 | - 3× Platyna - Złoto                          | - 5,000,000+  |
| 2000 | The Dynasty: Roc La Familia - Wydany: 25 października 2000 - Wytwórnia: Roc-A-Fella/Def Jam       | –                 | 1                 | 1                 | 5                 | –                 | –                 | –                 | –                 | –                 | –                 | –                 | - 2× Platyna                                  | - 3,000,000+  |
| 2001 | The Blueprint - Wydany: 11 września 2001 - Wytwórnia: Roc-A-Fella/Def Jam                         | –                 | 1                 | 1                 | 3                 | 30                | –                 | –                 | –                 | –                 | –                 | –                 | - 2× Platyna - Platyna - Złoto                | - 3,500,000+  |
| 2002 | The Blueprint²: The Gift & The Curse - Wydany: 12 listopada 2002 - Wytwórnia: Roc-A-Fella/Def Jam | –                 | 1                 | 1                 | 8                 | 23                | –                 | 97                | –                 | –                 | –                 | –                 | - 2× Platyna - 2× Platyna - Złoto             | - 2,500,000+  |
| 2003 | The Black Album - Wydany: 14 listopada 2003 - Wytwórnia: Roc-A-Fella/Def Jam                      | –                 | 1                 | 1                 | –                 | 34                | 18                | 66                | 66                | –                 | 29                | 41                | - 3× Platyna - Platyna - Srebro               | - 4,000,000+  |
| 2006 | Kingdom Come - Wydany: 21 listopada 2006 - Wytwórnia: Roc-A-Fella/Def Jam                         | –                 | 1                 | 1                 | 6                 | 35                | –                 | 71                | 79                | –                 | 17                | 45                | - 2× Platyna - Platyna - Srebro               | - 3,000,000+  |
| 2007 | American Gangster - Wydany: 6 listopada 2007 - Wytwórnia: Roc-A-Fella/Def Jam                     | –                 | 1                 | 1                 | 3                 | 30                | 29                | 64                | 58                | –                 | 17                | –                 | - Platyna - Złoto                             | - 1,600,000+  |
| 2009 | The Blueprint 3 - Wydany: 8 września 2009 - Wytwórnia: Roc Nation/Atlantic Records                | –                 | 1                 | 1                 | 1                 | 4                 | 15                | 12                | 20                | 9                 | 12                | 44                | - Platyna - Platyna - Platyna - Złoto - Złoto | - 2,400,000+  |
| 2013 | Magna Carta... Holy Grail - Wydany: 4 lipca 2013 - Wytwórnia: Roc-A-Fella/Roc Nation              | 28                | 1                 | 1                 | 1                 | 1                 | 2                 | 7                 | 12                | 2                 | 1                 | 40                | - 2x Platyna - Platyna - Złoto                | - 1,500,000+  |
| 2017 | 4:44 - Wydany: 30 czerwca 2017 - Wytwórnia: Roc-A-Fella/Roc Nation                                | 27                | 1                 | 1                 | 43                | 15                | 11                | 11                | 16                | 5                 | 3                 | –                 | - Platyna                                     | - 650 000+    |

### Albumy kompilacyjne
| Rok  | Album | Najwyższa pozycja | Najwyższa pozycja |
| Rok  | Album | Stany Zjednoczone | R&B               |
| ---- | --- | ----------------- | ----------------- |
| 2001 | Jay-Z: Unplugged - Wydany: 18 września 2001 - Wytwórnia: Roc-A-Fella/Island Def Jam Music Group                               | 31                | 8                 |
| 2002 | Chapter One: Greatest Hits - Wydany: 11 marca 2002 - Wytwórnia: BMG (Niemcy, Japonia) Northwestside Records (Wielka Brytania) | –                 | –                 |
| 2003 | The Blueprint 2.1 - Wydany: 8 kwietnia 2003 - Wytwórnia: Roc-A-Fella/Island Def Jam Music Group                               | 17                | 6                 |
| 2003 | Bring It On: The Best of Jay-Z - Wydany: 25 listopada 2003 - Wytwórnia: BMG (Japonia) Camden Records (Wielka Brytania)        | –                 | –                 |
| 2006 | Greatest Hits - Wydany: 25 września 2006 - Wytwórnia: Sony BMG (Wielka Brytania)                                              | –                 | –                 |
| 2009 | The Blueprint Collectors Edition - Wydany: 11 września 2009 - Wytwórnia: Roc-A-Fella/Island Def Jam Music Group               | 30                | 6                 |
| 2010 | Jay-Z: The Hits Collection, Volume One - Wydany: 29 lipca 2010 - Wytwórnia: Roc Nation/Roc-A-Fella                            | 43                | 11                |

### Wspólne albumy
| Rok  | Album | Najwyższa pozycja | Najwyższa pozycja | Najwyższa pozycja | Najwyższa pozycja | Najwyższa pozycja | Najwyższa pozycja | Najwyższa pozycja | Najwyższa pozycja | Najwyższa pozycja | Najwyższa pozycja | Najwyższa pozycja | Certyfikaty |
| Rok  | Album | Polska            | Stany Zjednoczone | R&B               | Kanada            | Norwegia          | Szwajcaria        | Nowa Zelandia     | Francja           | Irlandia          | Holandia          | Wielka Brytania   | Certyfikaty |
| ---- | --- | ----------------- | ----------------- | ----------------- | ----------------- | ----------------- | ----------------- | ----------------- | ----------------- | ----------------- | ----------------- | ----------------- | --- |
| 1998 | Streets Is Watching (ścieżka dźwiękowa) - Wydany: 5 maja 1998 - Wytwórnia: Roc-A-Fella/Def Jam/ Universal Records | –                 | 27                | 3                 | –                 | –                 | –                 | –                 | –                 | –                 | –                 | –                 | - Platyna |
| 2002 | The Best of Both Worlds (z R. Kellym) - Wydany: 26 marca 2002 - Wytwórnia: Roc-A-Fella/Def Jam                    | –                 | 2                 | 1                 | 19                | –                 | –                 | –                 | –                 | –                 | –                 | –                 | - Platyna - Platyna |
| 2004 | Unfinished Business (z R. Kellym) - Wydany: 26 października 2004 - Wytwórnia: Roc-A-Fella/Def Jam                 | –                 | 1                 | 1                 | –                 | –                 | 65                | –                 | 68                | –                 | 60                | 61                | - Platyna |
| 2004 | Collision Course (z Linkin Park) - Wydany: 30 listopada 2004 - Wytwórnia: Roc-A-Fella/Def Jam                     | –                 | 1                 | 3                 | 6                 | 1                 | 2                 | 4                 | 20                | 6                 | 9                 | 15                | - Złoto - Platyna - Platyna - 2× Platyna - Platyna - Złoto - Złoto - Platyna - Platyna - Platyna - Platyna - Platyna - Platyna |
| 2011 | Watch the Throne (z Kanye Westem) - Wydany: 8 sierpnia 2011 - Wytwórnia: Roc-A-Fella/Roc Nation/Def Jam           | 21                | 1                 | 1                 | 1                 | 1                 | 1                 | 4                 | 10                | 5                 | 3                 | 3                 | - Platyna - Platyna - Złoto |

## Single
| Rok  | Singel                                                         | Najwyższa pozycja | Najwyższa pozycja | Najwyższa pozycja | Najwyższa pozycja | Najwyższa pozycja | Najwyższa pozycja | Najwyższa pozycja | Najwyższa pozycja | Najwyższa pozycja | Najwyższa pozycja | Najwyższa pozycja | Album                                |
| Rok  | Singel                                                         | Polska            | Stany Zjednoczone | R&B               | Rap               | Australia         | Kanada            | Francja           | Niemcy            | Irlandia          | Nowa Zelandia     | Wielka Brytania   | Album                                |
| ---- | -------------------------------------------------------------- | ----------------- | ----------------- | ----------------- | ----------------- | ----------------- | ----------------- | ----------------- | ----------------- | ----------------- | ----------------- | ----------------- | ------------------------------------ |
| 1995 | „In My Lifetime”                                               | –                 | –                 | –                 | –                 | –                 | –                 | –                 | –                 | –                 | –                 | –                 | singel niealbumowy                   |
| 1996 | „Ain’t No Nigga”/„Dead Presidents” (feat. Foxy Brown)          | –                 | 50                | 17                | 4                 | –                 | –                 | –                 | –                 | –                 | –                 | 31                | Reasonable Doubt                     |
| 1996 | „Can’t Knock the Hustle” (feat. Mary J. Blige)                 | –                 | 73                | 35                | 7                 | –                 | –                 | –                 | –                 | –                 | –                 | 30                | Reasonable Doubt                     |
| 1997 | „Feelin' It” (feat. Mecca)                                     | –                 | 79                | 46                | 13                | –                 | –                 | –                 | –                 | –                 | –                 | –                 | Reasonable Doubt                     |
| 1997 | „Who You Wit II”                                               | –                 | 84                | 25                | 18                | –                 | –                 | –                 | –                 | –                 | –                 | 65                | In My Lifetime, Vol. 1               |
| 1997 | „(Always Be My) Sunshine” (feat. Babyface & Foxy Brown)        | –                 | 95                | 37                | 16                | –                 | –                 | –                 | 18                | –                 | –                 | 25                | In My Lifetime, Vol. 1               |
| 1997 | „Wishing on a Star” (feat. Gwen Dickey)                        | –                 | –                 | –                 | –                 | –                 | –                 | –                 | –                 | –                 | –                 | 13                | In My Lifetime, Vol. 1               |
| 1998 | „The City Is Mine” (feat. Blackstreet)                         | –                 | 52                | 37                | 14                | –                 | –                 | –                 | –                 | –                 | –                 | 38                | In My Lifetime, Vol. 1               |
| 1998 | „It’s Alright” (feat. Memphis Bleek)                           | –                 | 61                | 32                | 9                 | –                 | –                 | –                 | –                 | –                 | –                 | –                 | Streets Is Watching                  |
| 1998 | „Love for Free”                                                | –                 | 86                | 28                | –                 | –                 | –                 | –                 | –                 | –                 | –                 | –                 | Streets Is Watching                  |
| 1998 | „Can I Get A...” (feat. Amil & Ja Rule)                        | –                 | 19                | 6                 | 22                | –                 | 30                | –                 | –                 | –                 | –                 | 24                | Vol. 2: Hard Knock Life              |
| 1998 | „Hard Knock Life (Ghetto Anthem)”                              | –                 | 15                | 10                | 2                 | 31                | 19                | 21                | –                 | –                 | 10                | 2                 | Vol. 2: Hard Knock Life              |
| 1999 | „Money, Cash, Hoes” (feat. DMX)                                | –                 | 116               | 36                | 19                | –                 | –                 | –                 | –                 | –                 | –                 | –                 | Vol. 2: Hard Knock Life              |
| 1999 | „Jigga What, Jigga Who” (feat. Jaz-O & Amil)                   | –                 | 84                | 23                | –                 | –                 | –                 | –                 | –                 | –                 | –                 | –                 | Vol. 2: Hard Knock Life              |
| 1999 | „Jigga My Nigga”                                               | –                 | 28                | 6                 | 2                 | –                 | –                 | –                 | –                 | –                 | –                 | –                 | Vol. 3: Life and Times of S. Carter  |
| 1999 | „Girl’s Best Friend” (feat. Mashonda)                          | –                 | 52                | 19                | –                 | –                 | –                 | –                 | –                 | –                 | –                 | –                 | Vol. 3: Life and Times of S. Carter  |
| 1999 | „Do It Again (Put Ya Hands Up)” (feat. Beanie Sigel & Amil)    | –                 | 65                | 17                | 9                 | –                 | –                 | –                 | –                 | –                 | –                 | –                 | Vol. 3: Life and Times of S. Carter  |
| 2000 | „Anything”                                                     | –                 | 55                | 19                | 9                 | –                 | –                 | –                 | –                 | –                 | –                 | 18                | Vol. 3: Life and Times of S. Carter  |
| 2000 | „Big Pimpin'” (feat. UGK)                                      | –                 | 18                | 6                 | 3                 | –                 | 9                 | –                 | –                 | –                 | –                 | 10                | Vol. 3: Life and Times of S. Carter  |
| 2000 | „Hey Papi” (feat. Memphis Bleek & Amil)                        | –                 | 73                | 16                | 12                | –                 | –                 | –                 | –                 | –                 | –                 | –                 | Nutty Professor II OST               |
| 2000 | „I Just Wanna Love U (Give It 2 Me)” (feat. Pharrell)          | –                 | 11                | 1                 | 4                 | –                 | –                 | –                 | –                 | –                 | –                 | 17                | The Dynasty: Roc La Familia          |
| 2001 | „Change the Game” (feat. Beanie Sigel, Memphis Bleek & Static) | –                 | 86                | 29                | 10                | –                 | –                 | –                 | –                 | –                 | –                 | –                 | The Dynasty: Roc La Familia          |
| 2001 | „Guilty Until Proven Innocent” (feat. R. Kelly)                | –                 | 82                | 29                | 12                | –                 | –                 | –                 | –                 | –                 | –                 | –                 | The Dynasty: Roc La Familia          |
| 2001 | „Izzo (H.O.V.A.)”                                              | –                 | 8                 | 4                 | 7                 | 23                | 20                | –                 | –                 | –                 | –                 | 21                | The Blueprint                        |
| 2001 | „Girls, Girls, Girls”                                          | –                 | 15                | 4                 | 9                 | –                 | 8                 | –                 | –                 | –                 | –                 | 11                | The Blueprint                        |
| 2002 | „Jigga That Nigga”                                             | –                 | 66                | 27                | 7                 | –                 | –                 | –                 | –                 | –                 | –                 | –                 | The Blueprint                        |
| 2002 | „’03 Bonnie & Clyde” (feat. Beyoncé)                           | –                 | 4                 | 5                 | 2                 | 2                 | 4                 | 25                | 6                 | 12                | 4                 | 2                 | The Blueprint²: The Gift & The Curse |
| 2002 | „Excuse Me Miss” (feat. Pharrell)                              | –                 | 8                 | 1                 | 2                 | 38                | 10                | –                 | –                 | –                 | –                 | 17                | The Blueprint²: The Gift & The Curse |
| 2003 | „Change Clothes” (feat. Pharrell)                              | –                 | 10                | 6                 | 4                 | 46                | 18                | –                 | –                 | –                 | –                 | 32                | The Black Album                      |
| 2004 | „Dirt Off Your Shoulder”                                       | –                 | 5                 | 3                 | 2                 | –                 | 6                 | –                 | –                 | 23                | –                 | 12                | The Black Album                      |
| 2004 | „99 Problems”                                                  | –                 | 30                | 26                | 10                | –                 | –                 | –                 | –                 | –                 | –                 | 12                | The Black Album                      |
| 2006 | „Show Me What You Got”                                         | –                 | 8                 | 3                 | 4                 | –                 | 31                | –                 | –                 | –                 | 38                | 38                | Kingdom Come                         |
| 2006 | „Lost One” (feat. Chrisette Michele)                           | –                 | 58                | 19                | 10                | –                 | –                 | –                 | –                 | –                 | –                 | –                 | Kingdom Come                         |
| 2007 | „30 Something”                                                 | –                 | 107               | 21                | 13                | –                 | –                 | –                 | –                 | –                 | –                 | –                 | Kingdom Come                         |
| 2007 | „Hollywood” (feat. Beyoncé)                                    | –                 | 99                | 56                | 21                | –                 | –                 | –                 | –                 | –                 | –                 | –                 | Kingdom Come                         |
| 2007 | „Blue Magic” (feat. Pharrell)                                  | –                 | 55                | 31                | 17                | –                 | 69                | –                 | –                 | –                 | –                 | –                 | American Gangster                    |
| 2007 | „Roc Boys (And the Winner Is)...”                              | –                 | 63                | 15                | 8                 | –                 | –                 | –                 | –                 | –                 | –                 | 117               | American Gangster                    |
| 2007 | „I Know” (feat. Pharrell)                                      | –                 | 118               | 26                | 11                | –                 | –                 | –                 | –                 | –                 | –                 | –                 | American Gangster                    |
| 2009 | „D.O.A. (Death of Auto-Tune)”                                  | –                 | 24                | 43                | 15                | –                 | –                 | –                 | –                 | –                 | –                 | 79                | The Blueprint 3                      |
| 2009 | „Run This Town” (feat. Kanye West & Rihanna)                   | –                 | 2                 | 3                 | 1                 | 9                 | 6                 | –                 | 17                | 3                 | 9                 | 1                 | The Blueprint 3                      |
| 2009 | „Empire State of Mind” (feat. Alicia Keys)                     | –                 | 1                 | 1                 | 1                 | 4                 | 3                 | 8                 | 11                | 2                 | 6                 | 2                 | The Blueprint 3                      |
| 2009 | „On to the Next One” (feat. Swizz Beatz)                       | –                 | 37                | 9                 | 5                 | –                 | 58                | –                 | –                 | –                 | –                 | 38                | The Blueprint 3                      |
| 2010 | „Young Forever” (feat. Mr. Hudson)                             | 1                 | 10                | 86                | 16                | 28                | 21                | –                 | –                 | 11                | 32                | 10                | The Blueprint 3                      |
| 2012 | „Glory” (feat. B.I.C.)                                         | –                 | –                 | 63                | 23                | –                 | –                 | –                 | –                 | –                 | –                 | –                 | singel niealbumowy                   |
| 2013 | „Hoily Grail” (feat. Justin Timberlake)                        | –                 | 5                 | 2                 | 1                 | 42                | 13                | 40                | –                 | 53                | 18                | 7                 | Magna Carta... Holy Grail            |

### Jako jeden z artystów
| Rok  | Singel                                                                                              | Najwyższa pozycja | Najwyższa pozycja | Najwyższa pozycja | Najwyższa pozycja | Najwyższa pozycja | Album                                  |
| Rok  | Singel                                                                                              | Stany Zjednoczone | R&B               | Rap               | Wielka Brytania   | Kanada            | Album                                  |
| ---- | --------------------------------------------------------------------------------------------------- | ----------------- | ----------------- | ----------------- | ----------------- | ----------------- | -------------------------------------- |
| 1989 | „Hawaiian Sophie” (Jaz-O feat. Jay-Z)                                                               | –                 | –                 | –                 | –                 | –                 | A Word to the Jaz                      |
| 1990 | „It’s That Simple” (Jaz-O feat. Jay-Z)                                                              | –                 | –                 | –                 | –                 | –                 | To Your Soul                           |
| 1990 | „The Originators” (Jaz-O feat. Jay-Z)                                                               | –                 | –                 | –                 | –                 | –                 | To Your Soul                           |
| 1994 | „Show & Prove” (Big Daddy Kane feat. Scoob Lover, Sauce Money, Shyheim, Jay-Z, & Ol’ Dirty Bastard) | –                 | –                 | –                 | –                 | –                 | Daddy’s Home                           |
| 1995 | „Da Graveyard” (Big L feat. Lord Finesse, Microphone Nut, Jay-Z, Party Arty & Y.U.)                 | –                 | –                 | –                 | –                 | –                 | Lifestylez ov da Poor & Dangerous      |
| 1995 | „Time to Build” (Mic Geronimo feat. DMX, Ja Rule & Jay-Z)                                           | –                 | –                 | –                 | –                 | –                 | The Natural                            |
| 1996 | „I’ll Be” (Foxy Brown feat. Jay-Z)                                                                  | 7                 | 5                 | 2                 | –                 | – –               | Ill Na Na                              |
| 1997 | „I Love the Dough” (The Notorious B.I.G. feat. Jay-Z)                                               | –                 | –                 | –                 | –                 | –                 | Life After Death                       |
| 1997 | „Young G’s” (Puff Daddy & The Notorious B.I.G. feat. Jay-Z)                                         | –                 | –                 | –                 | –                 | –                 | No Way Out                             |
| 1997 | „Single Life” (Mic Geronimo feat. Carl Thomas & Jay-Z)                                              | –                 | –                 | –                 | –                 | –                 | Vendetta                               |
| 1998 | „Money Ain’t a Thang” (Jermaine Dupri feat. Jay-Z)                                                  | 52                | 10                | 28                | –                 | –                 | Life in 1472                           |
| 1998 | „Ha (Remix)” (Juvenile feat. Jay-Z)                                                                 | –                 | –                 | –                 | –                 | –                 | 400 Degreez                            |
| 1999 | „Heartbreaker” (Mariah Carey feat. Jay-Z)                                                           | 1                 | 1                 | –                 | 5                 | 1                 | Rainbow                                |
| 2000 | „Get Down With Me” (Spice Girls z pobocznym wokalem Jaya-Z)                                         | –                 | –                 | –                 | 187               | –                 | Forever                                |
| 2000 | „4 Da Fam” (Amil feat. Jay-Z, Beanie Sigel & Memphis Bleek)                                         | 99                | 48                | 29                | –                 | –                 | All Money Is Legal                     |
| 2000 | „Best of Me (Holla Remix)” (Mýa feat. Jay-Z)                                                        | –                 | 55                | –                 | –                 | –                 | Backstage: A Hard Knock Life           |
| 2001 | „Fiesta (Remix)” (R. Kelly feat. Jay-Z)                                                             | 6                 | 1                 | –                 | 23                | –                 | TP-2.com                               |
| 2001 | „Bonafide” (O.C. featuring Jay-Z)                                                                   | –                 | –                 | –                 | –                 | –                 | Bon Appetit                            |
| 2002 | „Guess Who’s Back” (Scarface feat. Jay-Z & Beanie Sigel)                                            | 78                | 22                | 10                | –                 | –                 | The Fix                                |
| 2003 | „What We Do” (Freeway feat. Jay-Z & Beanie Sigel)                                                   | 97                | 47                | –                 | –                 | –                 | Philadelphia Freeway                   |
| 2003 | „Frontin'” (Pharrell feat. Jay-Z)                                                                   | 5                 | 1                 | 1                 | 6                 | 9                 | The Neptunes Present... Clones         |
| 2003 | „Crazy in Love” (Beyoncé feat. Jay-Z)                                                               | 1                 | 1                 | –                 | 1                 | 2                 | Dangerously in Love                    |
| 2004 | „Storm” (Lenny Kravitz feat. Jay-Z)                                                                 | 98                | 50                | –                 | –                 | –                 | Baptism                                |
| 2005 | „Go Crazy” (Young Jeezy feat. Jay-Z)                                                                | 103               | 22                | 22                | –                 | –                 | Let’s Get It: Thug Motivation 101      |
| 2006 | „Get Throwed” (Bun B feat. Pimp C, Young Jeezy, Z-Ro & Jay-Z)                                       | –                 | 49                | 24                | –                 | –                 | Trill                                  |
| 2006 | „Pressure” (Lupe Fiasco feat. Jay-Z)                                                                | –                 | –                 | –                 | –                 | –                 | Lupe Fiasco’s Food & Liquor            |
| 2006 | „Upgrade U” (Beyoncé feat. Jay-Z)                                                                   | 59                | 11                | –                 | –                 | –                 | B’Day                                  |
| 2006 | „Déjà Vu” (Beyoncé feat. Jay-Z)                                                                     | 4                 | 1                 | –                 | 1                 | 12                | B’Day                                  |
| 2007 | „Umbrella” (Rihanna feat. Jay-Z)                                                                    | 1                 | 4                 | –                 | 1                 | 1                 | Good Girl Gone Bad                     |
| 2008 | „Swagga Like Us” (T.I. feat. Jay-Z, Lil Wayne & Kanye West)                                         | 5                 | 11                | 4                 | 33                | 19                | Paper Trail                            |
| 2008 | „Mr. Carter” (Lil Wayne feat. Jay-Z)                                                                | 62                | 27                | 14                | –                 | 75                | Tha Carter III                         |
| 2010 | „I’m Ill” (Red Cafe feat. Fabolous & Jay-Z)                                                         | –                 | 74                | –                 | –                 | –                 | Red October                            |
| 2010 | „Hot Tottie” (Usher feat. Jay-Z)                                                                    | 21                | 9                 | –                 | 104               | 62                | Versus                                 |
| 2010 | „Monster” (Kanye West feat. Jay-Z, Rick Ross, Bon Iver & Nicki Minaj)                               | 18                | 30                | 15                | 146               | 43                | My Beautiful Dark Twisted Fantasy      |
| 2011 | „I Do” (Young Jeezy feat. Jay-Z & André 3000)                                                       | 123               | 18                | 20                | –                 | –                 | Thug Motivation 103: Hustlerz Ambition |
| 2011 | „Talk That Talk” (Rihanna feat. Jay-Z)                                                              | 31                | 67                | –                 | 30                | 25                | Talk That Talk                         |

„–” Piosenki nie zajęły miejsc na listach.

### Single kolaboracyjne
| Rok  | Singel                                                       | Najwyższa pozycja | Najwyższa pozycja | Najwyższa pozycja | Najwyższa pozycja | Najwyższa pozycja | Album               |
| Rok  | Singel                                                       | Stany Zjednoczone | R&B               | Rap               | Wielka Brytania   | Kanada            | Album               |
| ---- | ------------------------------------------------------------ | ----------------- | ----------------- | ----------------- | ----------------- | ----------------- | ------------------- |
| 2002 | „Honey” (z R. Kellym)                                        | –                 | –                 | –                 | 35                | –                 | Best of Both Worlds |
| 2004 | „Big Chips” (z R. Kellym)                                    | 39                | 17                | 14                | –                 | –                 | Unfinished Business |
| 2004 | „Numb/Encore” (z Linkin Park)                                | 20                | 94                | –                 | 14                | –                 | Collision Course    |
| 2010 | „Stranded (Haiti Mon Amour)” (z Bono, The Edge’em i Rihanną) | 16                | –                 | –                 | 41                | 6                 | Hope for Haiti Now  |
| 2011 | „H•A•M” (z Kanye Westem)                                     | 23                | 24                | 15                | 30                | 47                | Watch the Throne    |
| 2011 | „Otis” (z Kanye Westem, feat. Otis Redding)                  | 12                | 2                 | 2                 | 28                | 37                | Watch the Throne    |
| 2011 | „Lift Off” (z Kanye Westem, feat. Beyoncé)                   | 121               | –                 | –                 | 48                | 89                | Watch the Throne    |
| 2011 | „Niggas in Paris” (z Kanye Westem)                           | 5                 | 1                 | 1                 | 10                | 16                | Watch the Throne    |
| 2011 | „Why I Love You” (z Kanye Westem, feat. Mr Hudson)           | –                 | –                 | –                 | –                 | 87                | Watch the Throne    |
| 2011 | „Gotta Have It” (z Kanye Westem)                             | 69                | 14                | 13                | –                 | –                 | Watch the Throne    |
| 2011 | „No Church in the Wild” (z Kanye Westem, feat. Frank Ocean)  | 72                | 31                | 20                | 37                | 92                | Watch the Throne    |

### Certyfikaty singli
| Rok  | Singel                            | Kraj              | Certyfikat |
| ---- | --------------------------------- | ----------------- | ---------- |
| 1996 | „Dead Presidents”                 | Stany Zjednoczone | Złoto      |
| 1996 | „I’ll Be”                         | Stany Zjednoczone | Złoto      |
| 1998 | „Hard Knock Life (Ghetto Anthem)” | Stany Zjednoczone | Złoto      |
| 1998 | „Hard Knock Life (Ghetto Anthem)” | Wielka Brytania   | Złoto      |
| 2002 | „’03 Bonnie & Clyde”              | Australia         | Platyna    |
| 2002 | „’03 Bonnie & Clyde”              | Nowa Zelandia     | Złoto      |
| 2002 | „’03 Bonnie & Clyde”              | Szwajcaria        | Złoto      |
| 2003 | „Dirt off Your Shoulder”          | Stany Zjednoczone | Złoto      |
| 2004 | „Numb/Encore”                     | Stany Zjednoczone | Platyna    |
| 2004 | „Numb/Encore”                     | Szwecja           | Złoto      |
| 2009 | „Run This Town”                   | Stany Zjednoczone | 2× Platyna |
| 2009 | „Run This Town”                   | Nowa Zelandia     | Złoto      |
| 2009 | „Run This Town”                   | Australia         | Platyna    |
| 2009 | „Empire State of Mind”            | Stany Zjednoczone | 5× Platyna |
| 2009 | „Empire State of Mind”            | Nowa Zelandia     | Platyna    |
| 2009 | „Empire State of Mind”            | Australia         | 3× Platyna |
| 2009 | „Empire State of Mind”            | Niemcy            | Złoto      |
| 2011 | „Niggas in Paris”                 | Stany Zjednoczone | 2× Platyna |

## Inne piosenki na listach przebojów
| Rok  | Piosenka                                     | Najwyższa pozycja | Najwyższa pozycja | Najwyższa pozycja | Album                                |
| Rok  | Piosenka                                     | Stany Zjednoczone | R&B               | Rap               | Album                                |
| ---- | -------------------------------------------- | ----------------- | ----------------- | ----------------- | ------------------------------------ |
| 2001 | „Song Cry”                                   | –                 | 45                | 23                | The Blueprint                        |
| 2002 | „People Talking”                             | –                 | 77                | –                 | Jay-Z: Unplugged                     |
| 2002 | „Hovi Baby”                                  | –                 | 76                | –                 | The Blueprint²: The Gift & The Curse |
| 2003 | „What More Can I Say”                        | –                 | 48                | –                 | The Black Album                      |
| 2003 | „Encore”                                     | 106               | 30                | 22                | The Black Album                      |
| 2006 | „Kingdom Come”                               | 98                | –                 | –                 | Kingdom Come                         |
| 2007 | „Hello Brooklyn 2.0” (feat. Lil Wayne)       | –                 | 105               | –                 | American Gangster                    |
| 2008 | „Jockin' JAY-Z”                              | –                 | 51                | 18                | The Blueprint 3                      |
| 2008 | „Brooklyn Go Hard” (feat. Santigold)         | –                 | 61                | 18                | Notorious Soundtrack                 |
| 2009 | „Off That” (feat. Drake)                     | –                 | 112               | –                 | The Blueprint 3                      |
| 2009 | „Venus vs. Mars”                             | –                 | 90                | –                 | The Blueprint 3                      |
| 2009 | „Real as It Gets” (feat. Young Jeezy)        | –                 | 82                | –                 | The Blueprint 3                      |
| 2009 | „A Star Is Born” (feat. J. Cole)             | –                 | 91                | –                 | The Blueprint 3                      |
| 2010 | „Light Up” (Drake feat. Jay-Z)               | –                 | 85                | –                 | Thank Me Later                       |
| 2011 | „Who Gon Stop Me” (z Kanye Westem)           | 44                | –                 | –                 | Watch the Throne                     |
| 2011 | „Illest Motherfucker Alive” (z Kanye Westem) | 104               | –                 | –                 | Watch the Throne                     |
| 2011 | „Welcome to the Jungle” (z Kanye Westem)     | –                 | 106               | –                 | Watch the Throne                     |
| 2011 | „Mr. Nice Watch” (J. Cole feat. Jay-Z)       | 119               | 87                | –                 | Cole World: The Sideline Story       |

## Wideoklipy
- 1989: Jaz-O feat. Jay-Z – „Hawaiian Sophie”
- 1990: Jaz-O feat. Jay-Z – „The Originators”
- 1993: Original Flavor feat. Jay-Z – „Can I Get Open”
- 1994: Big Daddy Kane feat. Shyheim, Jay-Z, Ol’ Dirty Bastard, Sauce Money & Big Scoop – „Show & Prove”
- 1994: Jay-Z – „I Can’t Get With That”
- 1995: Jay-Z – „In My Lifetime”
- 1995: Jay-Z – „In My Lifetime (Remix)”
- 1995: Jay-Z – „Dead Presidents”
- 1996: Jay-Z feat. Foxy Brown – „Ain’t No Nigga”
- 1996: Jay-Z feat. Mary J. Blige – „Can’t Knock the Hustle”
- 1996: Jay-Z feat. Mecca – „Feelin' It”
- 1997: Foxy Brown feat. Jay-Z – „I’ll Be”
- 1997: Changing Faces feat. Jay-Z – „All of My Days”
- 1997: Jay-Z – „Who You Wit”
- 1997: Jay-Z feat. Foxy Brown & Babyface – „(Always Be My) Sunshine”
- 1998: Jay-Z – „Imaginary Player”
- 1998: Jay-Z – „Streets Is Watching/Where I’m From”
- 1998: Jay-Z feat. Sauce Money – „Face Off” –
- 1998: Jay-Z feat. Kelly Price – „You Must Love Me”
- 1998: Jay-Z feat. Blackstreet – „The City Is Mine”
- 1998: Jay-Z feat. Gwen Dickey – „Wishing On A Star”
- 1998: Jay-Z feat. Memphis Bleek – „It’s Alright”
- 1998: Rell feat. Jay-Z – „Love for Free”
- 1998: Jermaine Dupri feat. Jay-Z – „Money Ain’t a Thang”
- 1998: M.O.P. feat. Jay-Z – „4 Alarm Blaze”
- 1998: Jay-Z feat. Amil & Ja Rule – „Can I Get A...”
- 1998: Jay-Z – „Hard Knock Life (Ghetto Anthem)”
- 1998: Timbaland feat. Jay-Z – „Lobster & Shrimp”
- 1999: Jay-Z feat. Memphis Bleek, Beanie Sigel & DMX – „Money, Cash, Hoes (Remix)”
- 1999: Jay-Z feat. Big Jaz – „Nigga What, Nigga Who (Originator 99)”
- 1999: Jay-Z – „Girl’s Best Friend”
- 1999: Mariah Carey feat. Jay-Z – „Heatbreaker”
- 1999: Jay-Z feat. Beanie Sigel & Amil – „Do It Again (Put Ya Hands Up)”
- 1999: Amil feat. Jay-Z, Beanie Sigel & Memphis Bleek – „4 da Fam”
- 2000: Jay-Z – „Anything”
- 2000: Jay-Z feat. Memphis Bleek & Amil – „Hey Papi”
- 2000: Jay-Z feat. UGK – „Big Pimpin'”
- 2000: Mýa feat. Jay-Z – „The Best of Me (Remix)”
- 2000: Jay-Z – „I Just Wanna Love U (Give It 2 Me)”
- 2000: Memphis Bleek feat. Jay-Z & Missy Elliott – „Is That Your Chick”
- 2001: Jay-Z feat. Beanie Sigel & Memphis Bleek – „Change the Game”
- 2001: Jay-Z feat. R. Kelly – „Guilty Until Proven Innocent”
- 2001: R. Kelly feat. Jay-Z – „Fiesta (remix)”
- 2001: Beanie Sigel feat. Jay-Z, Freeway & Young Chris – „Think It’s a Game”
- 2001: Memphis Bleek feat. Jay-Z – „Do My” –
- 2001: Jay-Z – „Izzo (H.O.V.A.)”
- 2001: Jay-Z – „Girls, Girls, Girls”
- 2002: Jay-Z – „Song Cry”
- 2002: Jay-Z feat. Beyoncé – „’03 Bonnie & Clyde”
- 2002: Freeway feat. Jay-Z & Beanie Sigel – „What We Do”
- 2003: Jay-Z – „Excuse Me Miss”
- 2003: Jay-Z – „La-La-La”
- 2003: Pharrell feat. Jay-Z – „Frontin'”
- 2003: Beyoncé feat. Jay-Z – „Crazy in Love”
- 2003: Jay-Z – „Change Clothes”
- 2003: Jay-Z – „Encore (na żywo)”
- 2004: Jay-Z – „Dirt off Your Shoulder”
- 2004: Jay-Z – „99 Problems”
- 2004: Jay-Z & Linkin Park – „Numb/Encore”
- 2006: Beyoncé feat. Jay-Z – „Déjà Vu”
- 2006: Jay-Z – „Show Me What You Got”
- 2006: Jay-Z feat. Chrisette Michele – „Lost One”
- 2007: Beyoncé feat. Jay-Z – „Upgrade U”
- 2007: Jay-Z feat. Ne-Yo – „Minority Report”
- 2007: Rihanna feat. Jay-Z – „Umbrella”
- 2007: Jay-Z – „Blue Magic”
- 2007: Jay-Z – „Roc Boys (And the Winner Is...)”
- 2008: Jay-Z – „I Know”
- 2008: Coldplay feat. Jay-Z – „Lost+”
- 2009: Jay-Z – „D.O.A. (Death of Auto-Tune)”
- 2009: Jay-Z feat. Rihanna & Kanye West – „Run This Town”
- 2009: Jay-Z feat. Alicia Keys – „Empire State of Mind”
- 2009: Jay-Z feat. Mr. Hudson – „Young Forever”
- 2010: Jay-Z feat. Swizz Beatz – „On to the Next One”
- 2011: Jay-Z & Kanye West – „Otis”